# Order of Merit (Verenigd Koninkrijk)

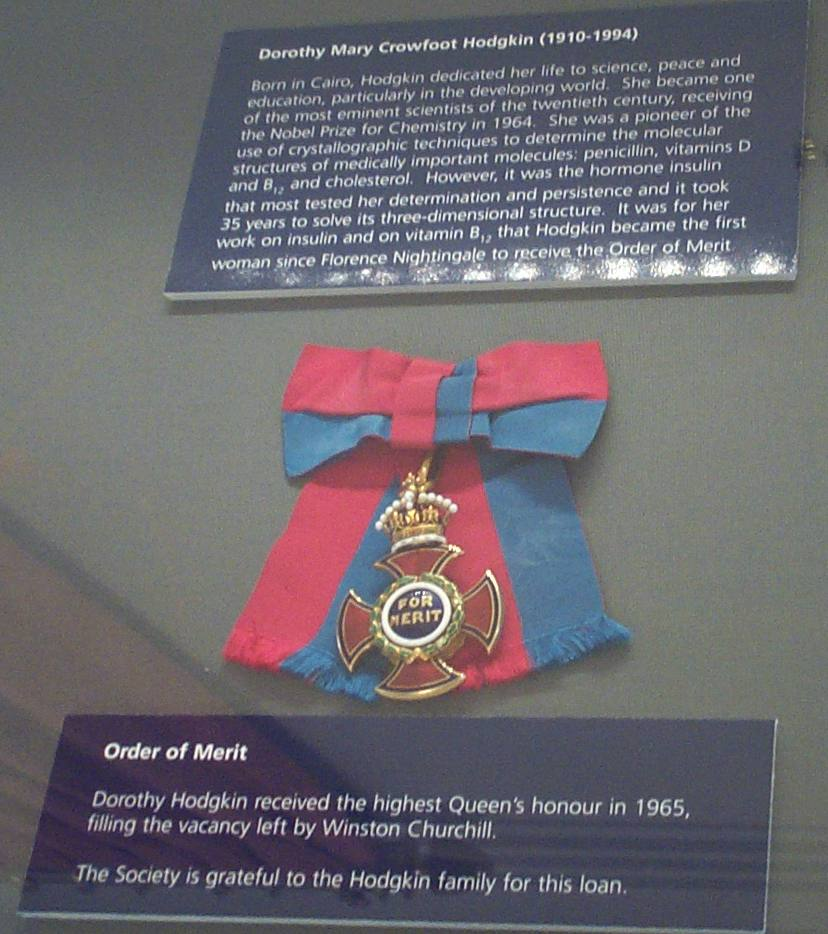
Onderscheiding voor Dorothy Crowfoot Hodgkin

De Order of Merit is een Britse onderscheiding voor bijzondere verdienste in leger, wetenschap, kunst, literatuur of de promotie van cultuur, toegekend door het Britse staatshoofd. Britten die de onderscheiding hebben mogen de letters OM achter hun naam zetten. De orde heeft in Groot-Brittannië veel aanzien maar de leden, Member genoemd, worden door het toekennen van deze orde niet geadeld. Er kunnen slechts 24 personen tegelijkertijd lid zijn van de orde, afgezien van een klein aantal ereleden (die van niet-Britse afkomst zijn). Eens per jaar komen de leden van deze orde op het Buckingham Paleis bijeen voor een lunch.
De militaire leden van de orde dragen een kruis met twee gekruiste zwaarden.
De onderscheidingsorde werd in 1902 ingesteld door koning Eduard VII. De orde is afgeleid van de Pruisische Pour le Mérite.
Van 1902 tot en met 2016 werden al 195 personen geëerd met de Order of Merit, ereleden inclusief.

## Onderscheidingen
Onvolledige lijst
- 1902: Frederick Sleigh Roberts
- 1902: Horatio Kitchener
- 1902: John William Strutt
- 1902: William Edward Hartpole Lecky
- 1902: William Thomson
- 1902: Joseph Lister
- 1902: William Huggins
- 1902: George Frederic Watts
- 1905: John Fisher
- 1905: Lourens Alma Tadema
- 1905: George Meredith
- 1905: William Holman Hunt
- 1906: Yamagata Aritomo - honorary member
- 1906: Oyama Iwao - honorary member
- 1906: Heihachiro Togo - honorary member
- 1906: Evelyn Baring
- 1907: Joseph Dalton Hooker
- 1907: Florence Nightingale
- 1908: Alfred Russel Wallace
- 1910: William Crookes
- 1910: Thomas Hardy
- 1911: Edward Elgar
- 1912: Arthur Knyvet Wilson
- 1912: Joseph John Thomson
- 1914: Archibald Geikie
- 1914: John French
- 1916: Henry James
- 1916: John Jellicoe
- 1916: Arthur James Balfour
- 1918: Ferdinand Foch - honorary member
- 1919: David Beatty
- 1919: Douglas Haig
- 1919: Joseph Joffre - honorary member
- 1919: David Lloyd George
- 1922: J.M. Barrie
- 1924: Francis Herbert Bradley
- 1924: Charles Scott Sherrington
- 1925: James Frazer
- 1925: Ernest Rutherford
- 1927: Charles Algernon Parsons
- 1929: Robert Bridges
- 1929: John Galsworthy
- 1930: Montague Rhodes James
- 1931: Philip Wilson Steer
- 1931: William Henry Bragg
- 1935: John Masefield
- 1935: Ralph Vaughan Williams
- 1935: Frederick Gowland Hopkins
- 1937: Herbert Fisher
- 1937: Robert Baden-Powell
- 1938: Arthur Eddington
- 1939: Ernle Chatfield
- 1939: James Jeans
- 1940: Cyril Newall
- 1942: Edwin Lutyens
- 1942: Augustus John
- 1942: Edgar Douglas Adrian
- 1943: Dudley Pound
- 1944: Sidney Webb
- 1944: Henry Hallett Dale
- 1944: Giles Gilbert Scott
- 1945: Alfred North Whitehead
- 1945: Dwight D. Eisenhower - honorary member
- 1945: Sir Winston Leonard Spencer Churchill
- 1946: Charles Portal
- 1946: Alan Brooke
- 1946: Andrew Cunningham
- 1946: Edward Frederick Lindley Wood
- 1947: Jan Christian Smuts
- 1947: William Lyon Mackenzie King
- 1948: T.S. Eliot
- 1949: Robert Robinson
- 1949: Bertrand Russell
- 1951: George Edward Moore
- 1951: Clement Attlee
- 1953: Wilder Penfield
- 1955: Albert Schweitzer - honorary member
- 1957: John Cockcroft
- 1958: Frank Macfarlane Burnet
- 1958: Herbert Samuel
- 1960: Harold Alexander
- 1960: Cyril Norman Hinshelwood
- 1962: Geoffrey de Havilland
- 1963: Sarvepalli Radhakrishnan - honorary member
- 1963: Henry Moore
- 1965: Benjamin Britten
- 1965: Dorothy Crowfoot Hodgkin
- 1965: Louis Mountbatten
- 1965: Howard Florey
- 1967: Patrick Blackett
- 1967: William Walton
- 1968: Ben Nicholson
- 1968: Hertog van Edinburgh
- 1969: E.M. Forster
- 1969: Malcolm MacDonald
- 1969: Geoffrey Ingram Taylor
- 1971: Lester Bowles Pearson
- 1971: Isaiah Berlin
- 1973: Alan Lloyd Hodgkin
- 1973: Paul Dirac
- 1976: Harold Macmillan
- 1976: Ronald Syme
- 1977: Alexander Todd
- 1977: Frederick Ashton
- 1977: J.B. Priestley
- 1981: Laurence Olivier
- 1981: Peter Medawar
- 1983: Michael Tippett
- 1983: Andrew Huxley
- 1983: Michael Tippett
- 1983: Agnes Gonxha Bojaxhiu - honorary member
- 1986: Graham Greene
- 1986: Frederick Sanger
- 1986: Frank Whittle
- 1987: Yehudi Menuhin
- 1988: Ernst Gombrich
- 1988: Max Perutz
- 1989: Cicely Saunders
- 1989: George Porter
- 1990: Margaret Thatcher
- 1991: Joan Sutherland
- 1991: Francis Crick
- 1992: Ninette de Valois
- 1992: Michael Atiyah
- 1993: Lucian Freud
- 1993: Roy Jenkins
- 1995: Nelson Mandela - honorary member
- 1995: Aaron Klug
- 1996: John Gielgud
- 1997: Norman Foster
- 1998: Ted Hughes
- 1999: Basil Hume
- 2000: James Whyte Black
- 2000: Anthony Caro
- 2000: Roger Penrose
- 2000: Tom Stoppard
- 2002: Prins Charles
- 2002: Robert May
- 2002: Jacob Rothschild
- 2005: David Attenborough
- 2005: Betty Boothroyd
- 2005: Michael Howard
- 2007: Robin Eames
- 2007: Tim Berners-Lee
- 2007: Martin Rees
- 2009: Jean Chrétien
- 2010: Neil MacGregor
- 2012: David Hockney
- 2012: John Howard
- 2014: Simon Rattle
- 2014: Martin Litchfield West
- 2014: Magdi Yacoub
- 2015: James Dyson
- 2022: Elizabeth Anionwu
- 2022: Floella Benjamin
- 2022: Margaret MacMillan
- 2022: David Adjaye
- 2022: Paul Nurse
- 2022: Venkatraman Ramakrishnan